# Polonia en los Juegos Olímpicos de Roma 1960
Polonia estuvo representada en los Juegos Olímpicos de Roma 1960 por un total de 185 deportistas que compitieron en 17 deportes.  
El portador de la bandera en la ceremonia de apertura fue el remero Teodor Kocerka.

## Medallistas
El equipo olímpico polaco obtuvo las siguientes medallas:
| Nombre                                                                                        | Deporte      | Competición            |
| --------------------------------------------------------------------------------------------- | ------------ | ---------------------- |
| Oro                                                                                           |              |                        |
| Zdzisław Krzyszkowiak                                                                         | Atletismo    | 3000 m obstáculos M    |
| Józef Szmidt                                                                                  | Atletismo    | Triple salto M         |
| Kazimierz Paździor                                                                            | Boxeo        | Ligero (60 kg) M       |
| Ireneusz Paliński                                                                             | Halterofilia | 82,5 kg M              |
| Plata                                                                                         |              |                        |
| Elżbieta Krzesińska                                                                           | Atletismo    | Salto de longitud F    |
| Jarosława Jóźwiakowska                                                                        | Atletismo    | Salto de altura F      |
| Jerzy Adamski                                                                                 | Boxeo        | Pluma (57 kg) M        |
| Tadeusz Walasek                                                                               | Boxeo        | Medio (75 kg) M        |
| Zbigniew Pietrzykowski                                                                        | Boxeo        | Semipesado (81 kg) M   |
| Andrzej Piatkowski Emil Ochyra Wojciech Zabłocki Jerzy Pawłowski Ryszard Zub Marian Kuszewski | Esgrima      | Sable por eqs. M       |
| Bronce                                                                                        |              |                        |
| Kazimierz Zimny                                                                               | Atletismo    | 5000 m M               |
| Tadeusz Rut                                                                                   | Atletismo    | Martillo M             |
| Teresa Wieczorek Barbara Janiszewska Celina Jesionowska Halina Richter                        | Atletismo    | 4 × 100 m F            |
| Brunon Bendig                                                                                 | Boxeo        | Gallo (54 kg) M        |
| Marian Kasprzyk                                                                               | Boxeo        | Superliger (63,5 kg) M |
| Leszek Drogosz                                                                                | Boxeo        | Wélter (67 kg) M       |
| Jan Bochenek                                                                                  | Halterofilia | 82,5 kg M              |
| Tadeusz Trojanowski                                                                           | Lucha libre  | 57 kg M                |
| Stefan Kapłaniak Władysław Zieliński                                                          | Piragüismo   | K2 1000 m M            |
| Daniela Walkowiak                                                                             | Piragüismo   | K1 500 m F             |
| Teodor Kocerka                                                                                | Remo         | Scull ind. (M1x) M     |